# Битва на реке Черёхе (1067)
Битва на реке Черёхе (1067) — победа полоцкого князя Всеслава Брячиславича над войском новгородского наместника Мстислава Изяславича.

## История
Согласно «Новгородской первой летописи»,

По преставлении Володимерове в Новегороде, Изяслав посади сына своего Мьстислава; и победиша на Черехи; бежа Кыеву, и по взятии града преста рать.

Мстислав княжил в Новгороде с 1052 года. Изяслав, посылая на место умершего старшего брата в Новгород своего сына, остался на юге, в Турове.
По мнению белорусского историка Г. Семенчука, походы полоцкого князя Всеслава Брячиславича на Псков и Новгород были спровоцированы походом великого князя киевского Изяслава Ярославича на эстов в Нижнем Подвинье и обложение их данью.
Нападения Всеслава на Псков и Новгород традиционно датируются соответственно 1065 и 1066 годами. Лихачёв Д. С. и Янин В. Л. вслед за летописью датируют второй поход 1067 годом, относя сюда и битву на Черёхе. Подробностей битвы до нас не дошло. Однако известно то, что она закончилась победой полоцкого князя Всеслава.
Псков Всеслав осаждал безуспешно, а после победы на Черёхе взял Новгород и ограбил церкви, включая Святую Софию. После поражения Мстислав бежал на юг, и уже 3 марта 1067 года трое Ярославичей разбили Всеслава на Немиге.
Впоследствии Мстислав участвовал в подавлении киевского восстания 1068 года. Следующим новгородским князем стал Глеб Святославич.